# Шпис, Христиан Генрих
Христиан Генрих Шпис (нем. Christian Heinrich Spieß, 4 апреля 1755, Фрайберг — 17 августа 1799, Бездикау, Богемия) — немецкий писатель, автор приключенческих романов с элементами готики, пользовался в своё время огромной популярностью не только в Германии, но в Европе и в России.

## Биография
Сын пастора, пастором был и его дед по материнской линии. Окончил гимназию во Фрайберге, изучал литературу в Праге. Некоторое время подвизался на сцене, в том числе — играл в драме Шиллера Разбойники. Служил при дворе графа фон Кюнигль в Богемии, где и умер, к концу жизни впав в безумие.
Найденную Шписом форму авантюрного (рыцарского, разбойничьего) повествования с элементами романа тайн и ужасов успешно развил Вульпиус; сам Шпис в обращении к разбойничьей теме шел за Гёте (драма Гец фон Берлихинген) и Шиллером (роман «Духовидец», драма «Разбойники»).
Кроме того, Шпис был автором комедий, а также, на этот раз предваряя Шиллера на несколько лет, написал трагедию Мария Стюарт (1783), которая была представлена в придворном театре в Вене.
Произведения Шписа тут же переводились на английский и французский языки. Его роман «Человечек» (нем. Das Petermännchen, 1793) повлиял на роман Мэтью Льюиса «Монах».

## Посмертная судьба
Несколько книг Шписа в недавнее время переизданы в Германии с историко-литературными комментариями, опубликована монография о его творчестве. На телевидении поставлена его пьеса Das schöne irre Judenmädchen (1984, см.: ), муз. Вольфганга Рима.
Исследователи насчитывают свыше 30-ти произведений Шписа, переведенных на русский язык (), его книги упоминает в своих Записках современника С. П. Жихарев. Поэма Жуковского Двенадцать спящих дев (1810—1817) — переложение одноименного романа Шписа (1795—1796).

## Избранные издания на русском языке
- Честное слово. Комедия в пяти действиях. М., 1793.
- Генерал Шленсгейм, драма в четырех действиях СПб., 1802.
- Таинства древних египтян. В 3 ч. М., 1802—1803
- Горные духи, или Анета и Фредерик. М., 1803
- Федюша, или Маленький савоец в Оверньских горах. Ч.1-2. М., 1805
  - Часть вторая
- Рудольф фон Вестенбург. М., 1806
- Селт, Елена и Монроз, или Воздушные приключения. М., 1806
- Граф С…т, или Странные приключения новомодной красавицы в замке Шотландских гор. М., 1810
- Трагический отрывок из повестей господина Спис, или Антонио и Жианетта. М., 1812
- Сумасшедшие, или гонимые судьбою: пер. с нем. В 4-х ч. М.: в Университетской типографии, 1816
  - Часть первая
  - Часть вторая
  - Часть третья
- Приключения рыцаря Бенно фон Эльзенбург в 1225 году: Не волшебная, но удивительная повесть: В 4 ч. М.: Тип. С. Селивановского, 1816
- Старик везде и нигде: Пер. с нем.: В 3 ч. М.: Тип. С. Селивановского, 1817
- Двенадцать спящих дев. Орел, 1819 (а также — М.: 1876)
  - Часть первая
- Рыцари льва: Исторический роман, заимствованный из летописей XIII в.: Пер. с нем.: В 10 ч. М.: Тип. С. Селивановского, 1819
  - Часть первая
  - Часть вторая
  - Часть третья
  - Часть четвертая
  - Часть пятая
  - Часть шестая
  - Часть седьмая
  - Часть восьмая
  - Часть девятая
  - Часть десятая
- Дух, покровитель несчастных, или Тень прекрасной Матильды, скитающаяся между живыми: Пер. с нем.: В 3 ч. М.: Тип. С. Селивановского, 1820
- Очарованное зеркало, или Пути провидения неисповедимы. Повесть древних времен. М., 1821
  - Часть первая
  - Часть вторая
- Путешествующий Савоярд, или Странные приключения одного бедняка. М., 1821
  - Часть первая
  - Часть вторая
- Мои путешествия по пропастям злосчастий. Пер. с нем. Александр Бринк: М.: Университетская тип., 1821
  - Часть I
  - Часть II
  - Часть III
  - Часть IV
  - Часть V
  - Часть VI
- Иоанн Хейлинг, четвертый и последний владетель: земных, воздушных, огненных и водяных духов. Орел, 1822
  - Часть первая
  - Часть вторая
  - Часть третья
  - Часть четвертая
  - Часть пятая
  - Часть шестая
- Жизнь и деяния Якова Бухенштейна, чудака своего времени: Пер. с нем.: В 6 ч. М.: Тип. С. Селивановского, 1822